# Notiophilus simulator
Notiophilus simulator är en skalbaggsart som beskrevs av Henry Clinton Fall. Notiophilus simulator ingår i släktet Notiophilus och familjen jordlöpare. Inga underarter finns listade i Catalogue of Life.